# Finbar
Finbar (en irlandés: Naomh Fionnbarra; en inglés: Saint Finbarr) (550—620) fue obispo de Cork, santo y patrón de la ciudad y diócesis de Cork. También se le nombra como Finan.
Se cree que nació cerca de Bandon, y su nombre original era Lochan. Se dice que estudió en el Condado de Kilkenny donde fue llamado Fionnbharr (Cabellos rubios en irlandés) por el color de su pelo.
Además, se cree que Finbarr vivió como ermitaño en una pequeña isla en un lago cerca de Cork llamada Gougane Barra, antes de fundar el asentamiento monástico y centro de aprendizaje en un Corcach Mór (marisma). Este asentamiento con el tiempo creció para convertirse en la ciudad de Cork.
Varios escritos de la vida de Finbar sugieren que viajó a Roma, y predicó en Barra.
Finbar murió en Cloyne, una aldea del Condado de Cork y fue enterrado en la abadía de Gill Abbey, un sitio hoy ocupado por la Catedral de San Finbar.
Finbar es un nombre típico irlandés.
Es reconocido tanto por católicos como protestantes. Su festividad se celebra el 25 de septiembre.